# Dora Schoonmaker
Dora E. Schoonmaker (Olive, 14 novembre 1851 – Los Angeles, 5 dicembre 1934) è stata un'educatrice e missionaria statunitense.
Nata nello Stato di New York, era un'insegnante di una scuola pubblica a Morris, in Illinois quando, all'età di 23 anni, decise di partire per il Giappone come missionaria metodista. Poco dopo il suo arrivo fondò la scuola elementare femminile Joshi Shōgakkō, dalla quale, assieme ad altri due istituti fondati negli anni successivi da missionari metodisti, si svilupperà la Aoyama Gakuin.
Fece ritorno in patria nel novembre del 1879, ma anche successivamente al suo ritorno sostenne sempre le attività della scuola.
Il centro sugli studi di genere della Università di Aoyama porta il suo nome.